# Mythodea
Mythodea — Music for the NASA Mission: 2001 Mars Odyssey es el decimonoveno álbum del músico griego Vangelis, lanzado en 2001 por Sony Classical.
El disco, producido por Vangelis, fue grabado en el Athens Concert Hall (Μέγαρο(ν) Μουσικής Αθηνών), sala de la capital griega inaugurada en 1991.
La fecha de edición del álbum (23 de octubre) coincidió con la entrada en la órbita marciana de la sonda espacial Mars Odyssey.

## Detalles
Vangelis estuvo acompañado para la grabación del álbum por la London Metropolitan Orchestra, dirigida por Blake Neely (la orquesta incluyó dos solistas en arpa), las sopranos Kathleen Battle y Jessye Norman, y el coro de la Ópera nacional de Grecia, dirigido por Fani Palamidi.
Un bosquejo inicial de esta obra fue presentado como Mythodia por Vangelis en 1993, en vivo en el Odeón de Herodes Ático, en función de caridad.
Mythodea es una sinfonía coral, y fue el primer trabajo de Vangelis para el sello Sony Classical, compañía que confió en un trabajo con improbable éxito comercial.
Los directivos de Sony Classical también idearon la conexión de este proyecto con la NASA, y la mencionada misión espacial.
La agencia espacial usó la música en su programa educativo, mientras que el concierto de presentación del disco, llevado a cabo el 28 de junio de 2001, utilizó imágenes de Marte (de los archivos de la NASA), junto con elementos de la mitología clásica entre las imágenes proyectadas.
A través de esta composición Vangelis es apoyado por una orquesta, un gran coro mixto y dos sopranos, a los que suma su propia configuración de sintetizadores a través del mundo que une la mitología griega con la exploración del espacio exterior. 
El álbum no sólo apareció en CD, sino que también fue lanzado como primer registro oficial de Vangelis en DVD y VHS.

## Lista de temas
1. "Introduction" – 2:43
2. "Movement 1" – 5:41
3. "Movement 2" – 5:39
4. "Movement 3" – 5:51
5. "Movement 4" – 13:42
6. "Movement 5" – 6:35
7. "Movement 6" – 6:27
8. "Movement 7" – 4:58
9. "Movement 8" – 3:07
10. "Movement 9" – 5:00
11. "Movement 10" – 3:03

## Personal
- Vangelis - autor, arreglos, teclados, dirección integral, producción
- Kathleen Battle, Jessye Norman - sopranos
- London Metropolitan Orchestra, dirigida por Blake Neely
- Coro de la Ópera nacional de Grecia, dirigido por Fani Palamidi